# Tay Melo

Taynara Melo de Carvalho (née le 9 juin 1995 à Rio de Janeiro) est une judokate et une catcheuse brésilienne. Elle travaille actuellement à la All Elite Wrestling et la Lucha Libre AAA Worldwide, sous le nom de Tay Melo.
Elle est dans un premier temps judokate et elle arrête de pratiquer ce sport après avoir échoué à se qualifier pour les Jeux olympiques d'été de 2016. Elle devient alors catcheuse et rejoint la World Wrestling Entertainment (WWE) en 2017. Elle y fait ses premiers combats la même année et y reste jusqu'en 2020. La WWE met fin à son contrat dans le cadre de coupes budgétaire pendant la pandémie de Covid-19. Elle rejoint alors l'AEW et lutte aussi dans d'autres petite fédérations de catch en Amérique du Nord.

## Jeunesse
Taynara Melo de Carvalho commence par faire de la gymnastique artistique au sein de la section du club de Vasco de Gama. Elle décide ensuite de faire du judo, son père la soutenant tandis que sa mère réprouve ce choix. Elle intègre alors l'Instituto Reação, un club de judo de Rio de Janeiro réputée. Elle y apprend le judo ainsi que le jiu-jitsu brésilien. Elle obtient une ceinture noire de judo et une ceinture bleue en jiu-jitsu brésilien. Elle participe à des compétitions de jeune dans son pays dans la catégorie des moins de 57 kilos. Elle finit notamment vice-championne du Brésil des moins de 20 ans en 2012 et renouvelle cette performance l'année suivante chez les moins de 23 ans. En 2015, elle intègre l'équipe du Brésil de judo et participe à des compétitions internationales en Europe. Cependant, elle ne parvient à se qualifier pour les Jeux olympiques d'été de 2016 et décide d'arrêter sa carrière de judokate.

## Carrière de catcheuse

### World Wrestling Entertainment(2016-2020)
Le 25 octobre 2016, la World Wrestling Entertainment (WWE) annonce que Taynara Melo de Carvalho fait partie des nouvelles recrues à intégrer le WWE Performance Center. Une des raisons ayant motivé les recruteurs de la WWE à l'engager est que non seulement elle a une expérience dans les arts martiaux ainsi qu'une expérience dans le mannequinat.
Elle fait son premier combat de catch le 1er avril 2017 dans un spectacle non télévisée durant le WrestleMania Axxess ,. Ce jour-là, elle perd son match face à Sarah Bridges. Elle continue durant le printemps à lutter dans des spectacles non télévisés sous le nom de Taynara Conti. Le 13 juillet, la WWE annonce que Conti est une des participantes au tournoi Mae Young Classic. Elle se fait éliminer dès le premier tour par Lacey Evans durant l'émission du 28 août. Le 25 octobre, elle apparaît pour la première fois à NXT et participe à une bataille royale pour désigner la challenger pour le championnat féminin de la NXT. Elle se fait rapidement éliminer par Nikki Cross.
Le 8 août 2018 à NXT, elle bat Vanessa Borne pour se qualifier pour le tournoi Mae Young Classic. Elle passe le premier tour de ce tournoi en éliminant Jessie Elaban le 26 septembre avant d'être éliminé au tour suivant par Lacey Lane le 3 octobre,.
Le 1er mai 2019 au cours de WWE Worlds Collide: Brands Collide, elle participe à une bataille royale où elle se fait éliminer par Io Shirai. Elle apparaît pour la dernière fois dans une émission de la WWE le 25 décembre à NXT où elle perd un match sans enjeu face à Candice LeRae.
Au début de l'année 2020, elle ne participe qu'à des spectacles non télévisés de NXT. La WWE décide de mettre fin à son contrat le 17 avril dans le cadre de coupes budgétaire liés à la pandémie de Covid-19.

### All Elite Wrestling(2020-...)
Le 3 août 2020, elle fait ses débuts à la All Elite Wrestling aux côtés d'Anna Jay, et ensemble, les deux femmes battent Nyla Rose et Ariane Andrew au premier tour du AEW Women's Tag Team Tournament,. Deux semaines plus tard, elles perdent face à Diamante et Ivelisse en demi-finale du tournoi. Le 27 août à Dynamite, elles effectuent un Heel Turn et rejoignent officiellement le Dark Order. Le 9 septembre, elle signe officiellement avec la compagnie. Le 30 décembre à Dynamite: Tribute to Brodie Lee, Anna Jay et elle effectuent un Face Turn, puis battent Penelope Ford et Dr Britt Baker D.M.D.
Le 5 septembre 2021 à All Out, elle entre dans la 21-Woman Casino Battle Royal en 16e position, élimine Penelope Ford, avant d'être elle-même éliminée par Nyla Rose. Le 13 novembre à Full Gear, elle ne remporte pas le titre mondial féminin de l'AEW, battue par Dr Britt Baker D.M.D.
Le 16 avril 2022 à Battle of the Belts, elle s'allie avec son compagnon actuel, Sammy Guevara, effectue un Tweener Turn et assiste à la victoire controversée de ce dernier sur Scorpio Sky pour le titre TNT de la AEW. Le 29 mai à Double or Nothing, Frankie Kazarian, Sammy Guevara et elle perdent face à Ethan Page, Scorpio Sky et Paige VanZant dans un 6-Person Tag Team Match. Le 16 juin à Dynamite, son compagnon et elle effectuent un Heel Turn en rejoignant la Jericho Appreciation Society de Chris Jericho.
Le 28 mai 2023 à Double or Nothing, elle apparaît aux côtés de son mari et ensemble, ils annoncent officiellement attendre leur premier enfant.
Le 9 août à Dynamite, le clan se dissout. En effet, les désormais ex-membres de la JAS, dont elle fait partie, reprochent à leur leader son égoïsme, son manque de solidarité vis-à-vis d'eux et de ne rien leur donner en retour.

## Vie privée
Elle épouse le judoka Jorge Conti en 2017. Fin novembre 2021, elle annonce sur Instagram leur séparation. 
Depuis le 1er janvier 2022, elle est en couple avec le catcheur de l'AEW, Sammy Guevara. Le 3 juin, ils annoncent leur fiançailles et ils se marient le 7 août,. Le 28 mai 2023, lors de Double or Nothing, ils annoncent qu'ils attendent leur premier enfant. Le 29 novembre, ils sont officiellement parents d'une petite fille : Luna Melo Guevara.

## Palmarès

### Catch
- Lucha Libre AAA Worldwide (AAA)
  - 1 fois championne du monde par équipes mixtes de la AAA (en) avec Sammy Guevara[38]

### Judo
- Championnat du Brésil des moins de 20 ans
  -  dans la catégorie des moins de 57 kilos[5]
- Championnat du Brésil des moins de 23 ans
  -  dans la catégorie des moins de 57 kilos[5]
- Championnat du Brésil des moins de 21 ans
  -  dans la catégorie des moins de 57 kilos[5]

## Récompenses des magazines
- Pro Wrestling Illustrated

| Année | 2021 | 2022 |
| ----- | ---- | ---- |
| Rang  | 49   | 127  |